# Holoborodkivske, Karlivka
Holoborodkivske (în ucraineană Голобородьківське) este localitatea de reședință a comunei Holoborodkivske din raionul Karlivka, regiunea Poltava, Ucraina.

## Demografie
Componența lingvistică a localității Holoborodkivske
     Ucraineană (96,94%)
     Rusă (1,99%)
     Alte limbi (0,77%)
Conform recensământului din 2001, majoritatea populației localității Holoborodkivske era vorbitoare de ucraineană (96,94%), existând în minoritate și vorbitori de rusă (1,99%).